# 朗萊克 (紐約州普查規定居民點)
朗萊克（英語：Long Lake）是位於美國紐約州漢密爾頓縣的普查規定居民點。

## 人口
根據2020年美國人口普查的數據，朗萊克的面積為30.56平方千米，當中陸地面積為24.21平方千米，而水域面積為6.35平方千米。當地共有人口596人，而人口密度為每平方千米19.5人。